# Янгблад, Руди
Ру́ди Я́нгблад (англ. Rudy Youngblood, имя при рождении — Руди Гонсалес, род. 21 сентября 1982, Белтон, Техас, США) — американский актёр, наиболее известный по главной роли в фильме Мэла Гибсона «Апокалипсис».

## Биография
Родился в небольшом городке Белтоне в штате Техас. Янгблад является коренным американцем, поскольку в его жилах течет кровь индейцев команчей, яки и кри. Его мать — наполовину афроамериканка. Смешанное происхождение Руди Янгблада было предметом дискуссий на индейских форумах в контексте того, где проходит граница между индейцем и не-индейцем, которая была отражена в ведущих американских СМИ.
Янгблад перенес в детстве тяжелый рак. Вместе с двумя сестрами он воспитывался матерью, рано начал зарабатывать себе на жизнь. В 2000 году окончил старшую школу в Белтоне. До того, как стать актёром, Янгблад серьёзно увлекался индейскими танцами. Некоторое время гастролировал с театром танца.
В кинематограф попал в 2005 году. В следующем году он прошёл кастинг к фильму «Апокалипсис» Мела Гибсона, его взяли на главную роль индейца по имени Лапа Ягуара. Для этой роли ему пришлось учить язык майя. После съёмок в «Апокалипсисе» приобрёл популярность.
В свободное время Янгблад занимается спортом — боксом и бегом, а также рисует и увлекается кулинарией.

## Фильмография
| Год          |   | Русское название   | Оригинальное название    | Роль           |
| ------------ | - | ------------------ | ------------------------ | -------------- |
| 2005         | ф | Дух: Седьмой огонь | Spirit: The Seventh Fire | Воин-защитник  |
| 2006         | ф | Апокалипсис        | Apocalypto               | Лапа Ягуара    |
| 2010         | ф | Сопротивление      | Beatdown                 | Брэндон Беккер |
| 2012         | ф | В Америку          | Into the Americas        | Таун           |
| 2015         | ф | Холод              | Wind Walkers             | Мэтти Кингстон |
| 2015         | с | Амнезия            | Amnesia                  | Чэйтон         |
| 2015         | ф | Лезвие Шепарда     | Shepherd's Blade         | Draven         |
| 2016         | ф | Пересечение        | Crossing Point           | Матео          |
| 2018         | ф | Последняя миссия   | Attrition                |                |
| Анонсировано | ф | Новый Амстердам    | New Amsterdam            | Спящий Волк    |
| Анонсировано | ф | Момент             | The Moment               | Ченс Райдер    |